# Dichromadora hyalocheile
Dichromadora hyalocheile är en rundmaskart som beskrevs av De Coninck och Stekhoven 1933. Dichromadora hyalocheile ingår i släktet Dichromadora och familjen Chromadoridae. Arten är reproducerande i Sverige. Inga underarter finns listade i Catalogue of Life.